# Kolenté (rivier)
De Kolenté of de Great Scarcies is een rivier die ontspringt op de hoogvlakte Fouta Djalon in Guinee ten oosten van Koumbouma. De rivier Kolenté stroomt in zuidelijke richting voorbij de stad Kolenté en vormt vervolgens over 101 km de grens tussen Guinee en Sierra Leone. In dat land wordt de rivier Great Scarcies genoemd. De rivier stroomt er door de stad Kambia en mondt uit in de Atlantische Oceaan, een tiental kilometer ten noorden van de monding van de Little Scarcies.